# 달의 이마에는 물결무늬 자국
《달의 이마에는 물결무늬 자국》은 2003년 10월 27일, 열림원에서 문학·판|시 2호로 펴낸, 이성복의 여섯 번째 시집이다.

## 내용
한국어로 번역된 외국 시인들의 시를 읽고, 그것을 바탕으로 쓴 100편의 시를 모았다. 여는 시는 〈무엇을 말하고 싶었는지 모른다〉이고 닫는 시는 〈별 모양의 열대 과일〉이다. 심재중이 해설 〈깊은 오후의 열망〉을 썼다.
릴케, 네루다, 보들레르, 예이츠, 로버트 프로스트, 페데리코 가르시아 로르카, 파울 첼란 등의 시인의 시가 주로 실렸다.

## 시인의 말
| “ | (나의 관심사는) 인용된 시를 빌미로 하여, 대체 나 자신이 무엇을 말하고 싶어하는지 확인하는 것 | ” |
|   | — 이성복, 〈시인의 말〉                                                                      |   |